# ポリエステル

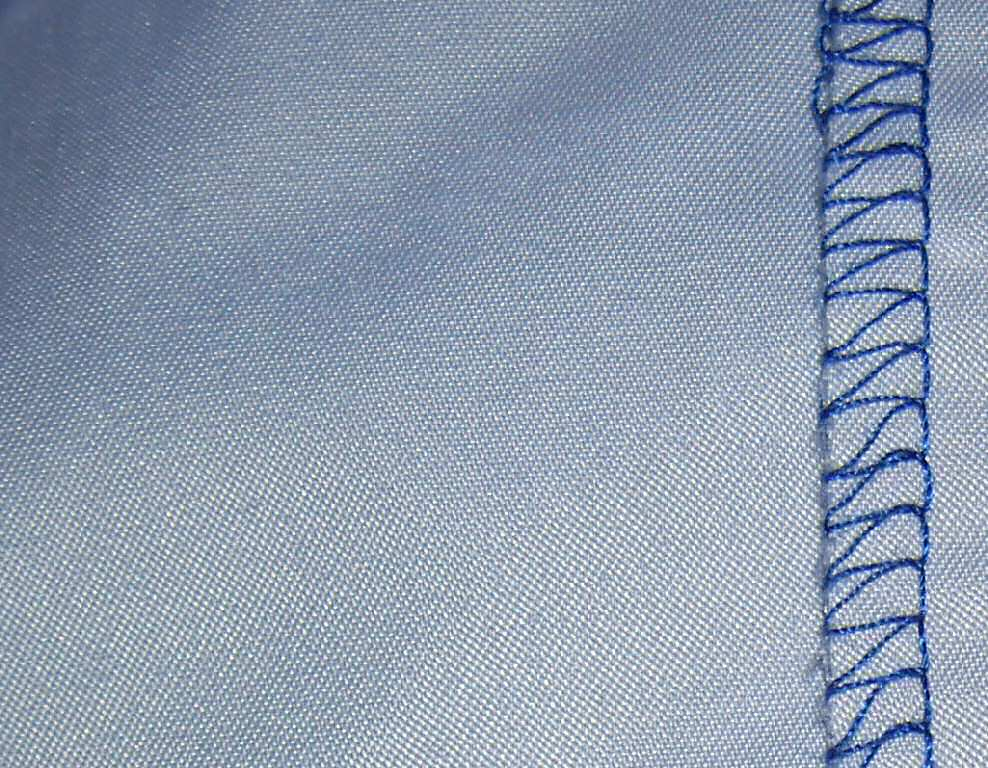
ポリエステル繊維によって織られた布

ポリエステル（英: polyester、略号：PEs）は、多価カルボン酸（ジカルボン酸）とポリアルコール（ジオール）とを、脱水縮合してエステル結合を形成させることによって合成された縮合重合体である。合成繊維やペットボトルの材料として普及している。

## 概要
ポリエステルの合成方法は、ポリアルコール（アルコール性の官能基 -OH を複数有する化合物）と、多価カルボン酸（カルボン酸官能基 -COOH を複数有する化合物）を脱水縮合させて作ることを基本とする。この場合、ポリアルコールと多価カルボン酸が交互に配列した形で重合する。したがって、ポリアルコールと多価カルボン酸の組み合わせを選択することによって、様々なポリエステルを合成することが可能である。
他のポリエステルの合成の手法として、多価カルボン酸のエステル（たとえばメチルエステル）を使用して、エステル交換反応も利用される。
なお、数々のポリエステルの中で、最も多く生産されている物はテレフタル酸とエチレングリコールから製造される、ポリエチレンテレフタラート (PET) である。なお、PETの樹脂識別コード（SPIコード）は1である。

## 分類
ポリエステル樹脂の用途によって、分類名が変化してきた。主なものは次のとおり。
1. 繊維やペットボトルなどに使われる、テレフタル酸とエチレングリコールを主成分とするもの（poly-ethylene-terephthalate　略して PET　ペット）。繊維ではダクロン（アメリカ・デュポンの商標）、テトロン（帝人と東レの共同商標）などの商品名のままで呼ばれることも多い。
2. ボタンなどの成形品、ガラス繊維などで強化して、船舶・ボートなどに使われるもの。ポリエステルに不飽和基を含ませ、スチレンなどのビニル基をもったモノマーと成形時に共重合させる。不飽和ポリエステルと言う。
3. アルキド樹脂　油脂や他の樹脂（たとえばエポキシ樹脂）をも反応に加えて、変性（性質を調整）したポリエステル樹脂。

## 成分

### ジカルボン酸成分
- テレフタル酸 (TPA)
- 2,6-ナフタレンジカルボン酸 (NDC)

### ジオール成分
- エチレングリコール (EG)
- 1,3-プロパンジオール (PDO)
- 1,4-ブタンジオール
- 1,4-シクロヘキサンジメタノール (CHDM)

## ポリエチレンテレフタラート
ポリエチレンテレフタレート（polyethylene terephthalate）は、ポリエチレンテレフタラートとも記述される。略号はPETである。石油由来の物質である。

### 略史
1941年に、イギリスのキャリコプリンターズが『テリレン』として発表し、1953年にアメリカのデュポンが特許を取得し工業化した。
日本では、1957年に帝人と東レがイギリスのICI社と技術導入契約を結び、1958年から生産が開始され「テトロン（Tetoron）」のブランド名で販売。すでに導入されていたナイロンよりも汎用性が高いポリエステルは衣料用の合成繊維としてすぐに広く普及し、間もなくユニチカ、東洋紡、旭化成、三菱レイヨン、クラレ、カネボウも参入した。
なお、このようにヒトによって合成された物質であるのにもかかわらず、微生物の中にはポリエチレンテレフタレートを分解する酵素であるペターゼを発現している種類がいることが発見された。

### 用途
繊維・フィルム・容器など広く使用され、経済性に優れた樹脂である。飲料容器としてペットボトルが広く利用されている。
繊維としては、耐熱性、強度に優れ、また染色性や蒸散性にも優れている為、現在生産される衣料用繊維（天然繊維を含む）の半数近くがPETである。また溶融糸法紡績する際に糸の形状に変化を与えたり、抗菌素材を練りこんだりすることにより、種々の特性を持った合成繊維とすることが可能である。

## ポリトリメチレンテレフタレート
ポリトリメチレンテレフタレート（polytrimethylen terephthalate）の略号はPTTである。テレフタル酸ジメチルまたはテレフタル酸と1,3-プロパンジオールから製造される。
PTT繊維は、日本では、ユニプラス（株）でモノフィラメントを、帝人（株）でソロテックスとしてマルチフィラメント・短繊維を製造し、東レ（株）でT-400あるいはフィッティとして商品化しており、高い伸縮性と形状安定性・柔らかい肌触りなどを特徴とする。

## ポリブチレンテレフタレート
ポリブチレンテレフタレート（polybutylene terephthalate）の略号はPBTである。テレフタル酸と1,4-ブタンジオールから製造される。
エンジニアリングプラスチックの1つであり、熱安定性や寸法精度、電気特性に優れるため、電気電子部品や自動車部品などに幅広く利用されている。
PBT繊維は伸縮性に優れており、帝人（株）からファインセル、（株）クラレからアートロン®、ユニチカ（株）からワンダロン®の商標で商品化されているが、生産量はわずかである。

## ポリエチレンナフタレート
ポリエチレンナフタレート（polyethylene naphthalate）の略号はPENである。2,6-ナフタレンジカルボン酸とエチレングリコールから製造される。
PETに比べガス紫外線バリア性・機械強度が高く、ガス（酸素、CO2・水蒸気）透過性が低い為、ビールのいわゆるペットボトルはPENが素材として使われたことがある。帝人デュポンフィルム（株）よりテオネックス®の商標で商品化され、APS写真フィルム、電子部品用素材としても利用されている。

## ポリブチレンナフタレート
ポリブチレンナフタレート（polybutylene naphthalate）の略号はPBNである。2,6-ナフタレンジカルボン酸と1,4-ブタンジオールから製造される。
耐磨耗性が高く、主にエンジニアリングプラスチックスとして利用される。